# ラードゥジヌイ (ハンティ・マンシ自治管区)
座標: 北緯62度08分 東経77度28分 / 北緯62.133度 東経77.467度

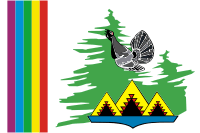
ラードゥジヌイ市の旗

ラードゥジヌイ（ロシア語:Ра́дужныйラードゥジュヌィイ）は、ロシア連邦のハンティ・マンシ自治管区にある都市。人口は4万3577人（2021年）。
西シベリア低地の原野に位置し、オビ川の支流アガン川に面している。チュメニからは北東へ975km、自治管区の行政中心都市ハンティ・マンシースクから北東へ475km、ニジネヴァルトフスクからは北東へ140km。
ニジネヴァルトフスク地区に位置するが、行政的には地区（ラヨン）には属さず自治管区に直属している。
1973年に付近の油田開発にともない、地質学者や油田労働者の居住地として建設された。1985年には市に昇格している。
経済は原油および天然ガスの採掘により好調である。交通面では、ニジネヴァルトフスクとの間に道路があり、ラードゥジヌイ空港もある。